# 朱月婷
朱月婷（又译朱亚典；1848年—1908年11月6日），亞齊游擊隊領袖，曾於丈夫特庫·烏瑪爾死後帶領游擊隊參與亞齊戰爭，抵抗荷軍25年。印尼政府在1964年5月向她追授印度尼西亞民族英雄稱號。

## 早年生涯
朱月婷在1848年生於亞齊蘇丹國蘭峇當（Lampadang），貴族出身，父親曾經當過地方官，她自己也接受過宗教和家族事务方面的教育。她的美貌在當地是廣為人知的；她的家人曾經見過許多提親的男子，卻安排朱月婷嫁給同樣出身貴族的特庫·仄·易卜拉欣·兰雅（Teuku Cek Ibrahim Lamnga）。

## 亞齊戰爭

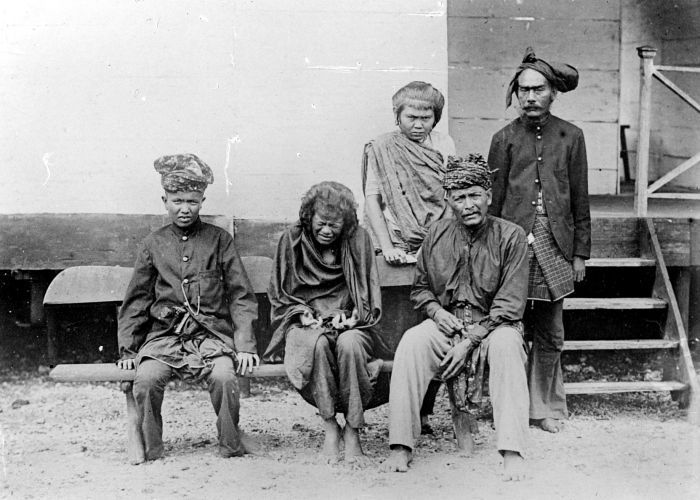
被荷屬東印度官兵俘獲的朱月婷

1873年3月26日，荷兰人向亞齊蘇丹國宣战，亞齊戰爭爆发。亞齊戰爭的第一階段史稱第一次亚齐远征，當時領導亞齊軍隊的是蘇丹阿拉烏丁·馬哈茂德·沙阿二世和波勒姆將軍（Panglima Polem）。約翰·哈爾門·魯道夫·科勒率領荷軍士兵3000人進攻蘇丹的宮殿，蘇丹卻借助意大利和英國的援助，迅速更新軍隊的裝備；亞齊軍隊的人數也從1萬人增加到10萬人。結果亞齊軍隊不但成功擊退荷軍，還把科勒擊斃。

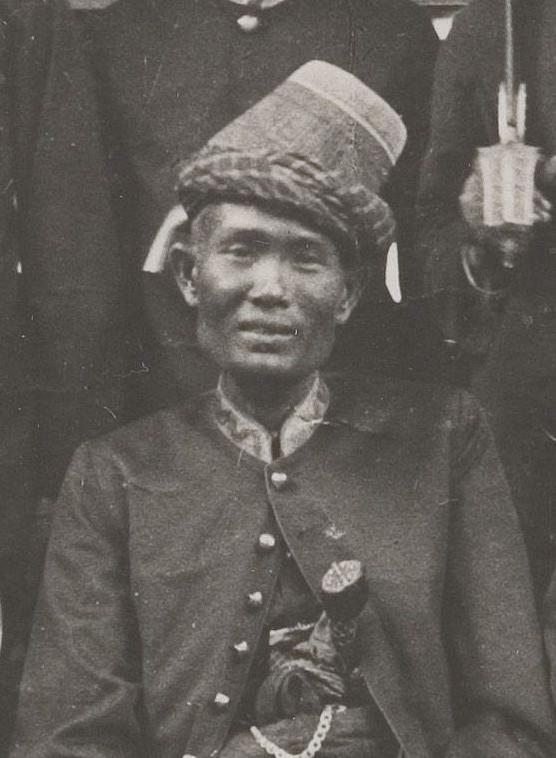
特庫·烏瑪爾（約於1890年拍攝）

然而，荷軍卻在1873年11月第二次亚齐远征期间攻陷第六區，並於一年後攻陷蘇丹的宮殿。在丈夫參加收復第六區的戰鬥之際，朱月婷在1875年攜同子女，和其他婦孺疏散到更安全的地方。後來在Gle Tarum和荷軍交戰的特庫·仄·易卜拉欣·蘭雅於1878年6月29日陣亡；朱月婷聽到丈夫的死訊，就誓言要向荷軍報仇。
朱月婷喪偶後，曾拒絕亞齊族英雄人物特庫·烏瑪爾求婚，後來卻改變主意，因為烏瑪爾准許朱月婷參戰。兩人在1880年成婚；這大大提高了亞齊軍隊和「荷蘭異教徒」（Kaphé Blanda）鬥爭的士氣。朱月婷為特庫·烏瑪爾生下了一個女兒——朱甘邦（Cut Gambang），卻因為留在戰場的強烈決心，而帶着女兒參加戰鬥。
亞齊人宣布對荷軍發動聖戰，展開游擊戰，並以設置陷阱、伏擊等手段攻擊荷軍。起初裝備不足的特庫·烏瑪爾曾經在1853年9月30日率領250人向荷軍投降，荷軍對此大加讚賞，還向他頒贈指揮官軍銜和英雄稱號。然而特庫·烏瑪爾卻開始密謀反叛，並於兩年後帶同配備的重型装备、武器和弹药，率眾變節，並與朱月婷聯手，幫助亞齊人抵抗荷軍；荷蘭歷史稱之為「特庫·烏瑪爾叛逆案」（Het verraad van Teukoe Oemar）。

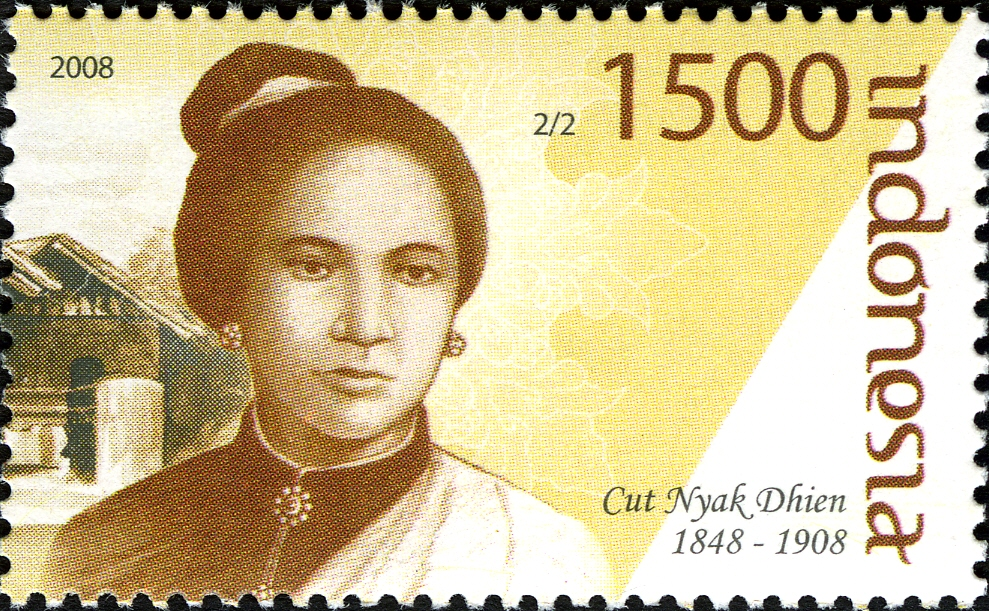
2008年印尼郵票上的朱月婷肖像

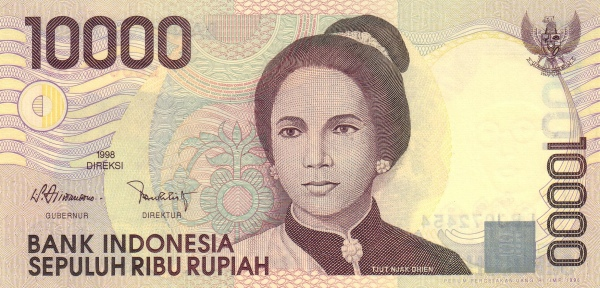
1998年版10,000印尼盾紙幣上的朱月婷肖像

特庫·烏瑪爾等人與荷軍之間的戰況一直到荷軍憲兵隊開往亞齊之後才出現改變。亞齊軍隊無法抵抗憲兵隊的攻勢，死傷慘重。荷軍將領约翰内斯·本尼迪克特斯·范·赫茨後來決定趁此良機在亞齊軍隊安插間諜，並在米拉务展開突襲，殺害特庫·烏瑪爾。有說朱月婷掌掴了為此痛哭的朱甘邦，卻抱着她說：「亞齊女人不能為犧牲成仁的烈士流淚。」
朱月婷在第二任丈夫死后仍然繼續率領規模較小的部隊抵抗荷軍。不過，抵抗軍部下的士兵，擁有的裝備越來越少，她本人也因為年齡增長的緣故而患上近视和关节炎；反而荷軍調整了在亞齊戰鬥的策略，並於1901年擊潰抵抗軍。抵抗軍士兵Pang Laot向荷軍供出抵抗軍總部的位置，於是荷軍便進攻抵抗軍位於Beutong Le Sageu的总部。朱月婷拼命抵抗，卻被荷軍俘獲，不過她的女兒不但逃脫，而且還繼續抗爭。

## 晚年生涯
荷蘭殖民當局首先把朱月婷移送到班達亞齊，她的近视和关节炎也在這裏逐漸痊癒。後來荷蘭人害怕她會號召亞齊人參加抗爭，便把她驅逐到位於爪哇島西部的双木丹。

## 後續
在1988年上映的電影《朱月婷》（Tjoet Nja' Dhien）由埃羅斯·查洛特擔任編劇、导演，是第一部參加康城影展的印尼電影。
印尼總統蘇卡諾在1964年5月向她追授印度尼西亞民族英雄稱號。以她命名的事物包括位於亞齊特區納甘拉雅縣的朱月婷机场和蘭沙朱月婷卫生学学院（Sekolah Tinggi Ilmu Kesehatan Cut Nyak Dhien Langsa）。